# Пајнвуд (Флорида)
Пајнвуд (енгл. Pinewood) насељено је место без административног статуса у америчкој савезној држави Флорида.

## Демографија
По попису из 2010. године број становника је 16.520, што је 3 (0,0%) становника мање него 2000. године.
| Група             | 2000.          | 2010.          |
| Белци             | 588 (3,6%)     | 368 (2,2%)     |
| Афроамериканци    | 11.739 (71,0%) | 12.444 (75,3%) |
| Азијати           | 54 (0,3%)      | 79 (0,5%)      |
| Хиспаноамериканци | 3.775 (22,8%)  | 3.761 (22,8%)  |
| Укупно            | 16.523         | 16.520         |